# Karol Glücksburg
Karol Glücksburg, niem. Karl von Schleswig-Holstein-Sonderburg-Glücksburg, duń. Carl til Slesvig-Holsten-Sønderborg-Glücksborg (ur. 30 września 1813 w Szlezwiku, zm. 24 października 1878 w Güby) – niemiecki wojskowy w służbie Danii, generał dywizji; arystokrata, tytularny książę na Glücksburgu w latach 1831–1878.

## Życiorys
Urodził się jako najstarszy syn spośród dziesięciorga dzieci Fryderyka Wilhelma (1785–1831), księcia na Glücksburgu, i jego żony Ludwiki Karoliny Heskiej (1789–1867). Miał trzy siostry, starsze: Ludwikę Marię (1810–1869) i Fryderykę Karolinę (1811–1902), oraz młodszą – Ludwikę (1820–1894), a także sześciu braci: Fryderyka (1814–1885), Wilhelma (1816–1893), Chrystiana (1818–1906), Juliusza (1824–1903), Jana Janusza (1825–1911) i Mikołaja (1828–1849). Wyrastał mieszkając w zamku Gottorp. Patentem króla Fryderyka VI (1768–1839) z 6 czerwca 1825 jego ojciec został podniesiony do rangi księcia, otrzymując dobra Glücksburg w Holsztynie, zaś Karol otrzymał tytuł księcia dziedzicznego, używany w ramach sukcesji rodowej. Rodzina przeniosła się do nowej posiadłości jeszcze w tym samym roku. Otrzymał domowe wykształcenie, prowadzone przez guwernantów pod okiem ojca.
Po śmierci ojca, 27 lutego 1831, objął w posiadanie rodowy majątek, tytułując się księciem na Glücksburgu. Wraz z królem Fryderykiem VI i księciem Wilhelmem Heskim (1786–1834) został opiekunem prawnym swojego młodocianego rodzeństwa. We wrześniu tego samego roku wstąpił do wojska, po czym został mianowany pułkownikiem sztabowym Oldenburskiego pp. 19 maja 1938 w Kopenhadze poślubił Wilhelminę Oldenburg (1808–1891), księżniczkę duńską, córkę Fryderyka VI i Marii Zofii Heskiej (1767–1852), byłą żonę Fryderyka VII (1808–1863). Małżeństwo zamieszkało w Kilonii. W następnym roku Karol otrzymał urząd łowczego dworu. 8 czerwca 1846 protestując przeciwko dekretowi sukcesyjnemu Chrystiana VIII złożył dymisję z armii. Jednak jego następca, Fryderyk VII już w pierwszych dniach swojego panowania awansował go do rangi generała dywizji (20 stycznia 1848). Po wybuchu wojny o Szlezwik, jesienią 1848 wyjechał wraz z żoną do Drezna. Do kraju powrócili w 1858, zamieszkując w Güby. W 1871 po długich negocjacjach z rządem pruskim ponownie objął dobra Glücksburg. Tam zmarł bezpotomnie w 1878. Tytuł księcia na Glücksburgu odziedziczył po nim młodszy brat Fryderyk.

## Odznaczenia
- Kawaler Krzyża Wielkiego Orderu Danebroga (30 października 1836),
- Kawaler Orderu Słonia (17 maja 1838)[4],
- Kawaler Krzyża Wielkiego Orderu św. Anny,
- Kawaler Krzyża Wielkiego Orderu Lwa Złotego,
- Kawaler Krzyża Wielkiego Orderu Alberta Niedźwiedzia.

## Genealogia
| Prapradziadkowie             | Piotr August Sonderburg-Beck (1697–1775) ∞1723 Zofia Heska (1695–1728)               | Albert Dohna-Schlobitten (1698–1752) ∞1736 Zofia Sonderburg-Beck (1698–1768)         | Georg Adam von Schlieben (1688–1737) ∞1720 Katharina Finckenstein (1700–1728)    | Ahasverus Ernst Lehndorff (1688–1727) ∞1719 Marie Luise Wallenrodt (1697–1773)   | landgraf Hesji-Kassel Wilhelm VIII (1682–1760) ∞1717 Dorota Saska-Zeitz (1691–1743)    | kr. Wielkiej Brytanii Jerzy II (1683–1760) ∞1705 Karolina Hohenzollern (1683–1737)     | kr. Danii i Norwegii Chrystian VI (1699–1746) ∞1721 Zofia Magdalena Hohenzollern (1700–1770) | kr. Wielkiej Brytanii Jerzy II (1683–1760) ∞1705 Karolina Hohenzollern (1683–1737) |
| Pradziadkowie                | Karol Antoni Sonderburg-Beck (1727–1759) ∞1754 Fryderyka Dohna-Schlodien (1738–1786) | Karol Antoni Sonderburg-Beck (1727–1759) ∞1754 Fryderyka Dohna-Schlodien (1738–1786) | Leopold von Schlieben (1723–1788) ∞1747 Marie Eleonore Lehndorff (1722–1800)     | Leopold von Schlieben (1723–1788) ∞1747 Marie Eleonore Lehndorff (1722–1800)     | landgraf Hesji-Kassel Fryderyk II Heski (1720–1785) ∞1740 Maria Hanowerska (1722–1772) | landgraf Hesji-Kassel Fryderyk II Heski (1720–1785) ∞1740 Maria Hanowerska (1722–1772) | kr. Danii i Norwegii Fryderyk V (1723–1766) ∞1743 Ludwika Hanowerska (1724–1751)             | kr. Danii i Norwegii Fryderyk V (1723–1766) ∞1743 Ludwika Hanowerska (1724–1751)   |
| Dziadkowie                   | Fryderyk Karol Sonderburg-Beck (1757–1816) ∞1780 Fryderyka Schlieben (1757–1827)     | Fryderyk Karol Sonderburg-Beck (1757–1816) ∞1780 Fryderyka Schlieben (1757–1827)     | Fryderyk Karol Sonderburg-Beck (1757–1816) ∞1780 Fryderyka Schlieben (1757–1827) | Fryderyk Karol Sonderburg-Beck (1757–1816) ∞1780 Fryderyka Schlieben (1757–1827) | Karol Heski (1744–1836) ∞1766 Ludwika Oldenburg (1750–1831)                            | Karol Heski (1744–1836) ∞1766 Ludwika Oldenburg (1750–1831)                            | Karol Heski (1744–1836) ∞1766 Ludwika Oldenburg (1750–1831)                                  | Karol Heski (1744–1836) ∞1766 Ludwika Oldenburg (1750–1831)                        |
| Rodzice                      | Fryderyk Wilhelm Glücksburg (1785–1831) ∞1810 Ludwika Karolina Heska (1789–1867)     | Fryderyk Wilhelm Glücksburg (1785–1831) ∞1810 Ludwika Karolina Heska (1789–1867)     | Fryderyk Wilhelm Glücksburg (1785–1831) ∞1810 Ludwika Karolina Heska (1789–1867) | Fryderyk Wilhelm Glücksburg (1785–1831) ∞1810 Ludwika Karolina Heska (1789–1867) | Fryderyk Wilhelm Glücksburg (1785–1831) ∞1810 Ludwika Karolina Heska (1789–1867)       | Fryderyk Wilhelm Glücksburg (1785–1831) ∞1810 Ludwika Karolina Heska (1789–1867)       | Fryderyk Wilhelm Glücksburg (1785–1831) ∞1810 Ludwika Karolina Heska (1789–1867)             | Fryderyk Wilhelm Glücksburg (1785–1831) ∞1810 Ludwika Karolina Heska (1789–1867)   |
| Karol Glücksburg (1813–1878) |                                                                                      |                                                                                      |                                                                                  |                                                                                  |                                                                                        |                                                                                        |                                                                                              |                                                                                    |